# Spilosoma varia
Spilosoma varia är en fjärilsart som beskrevs av Walker 1864. Spilosoma varia ingår i släktet Spilosoma och familjen björnspinnare. Inga underarter finns listade i Catalogue of Life.